# Vyrus RVC 2V08
La Vyrus RVC 2V08 est un modèle unique de motocyclette dont le châssis provient du constructeur italien Vyrus.
En 2007, l'équipe Alto Performance, qui court dans le championnat britannique Thunderbike UK, achète à Vyrus un cadre complet de Vyrus 984 C³ 2V. Ils y installent un moteur provenant d'une Ducati ST2.

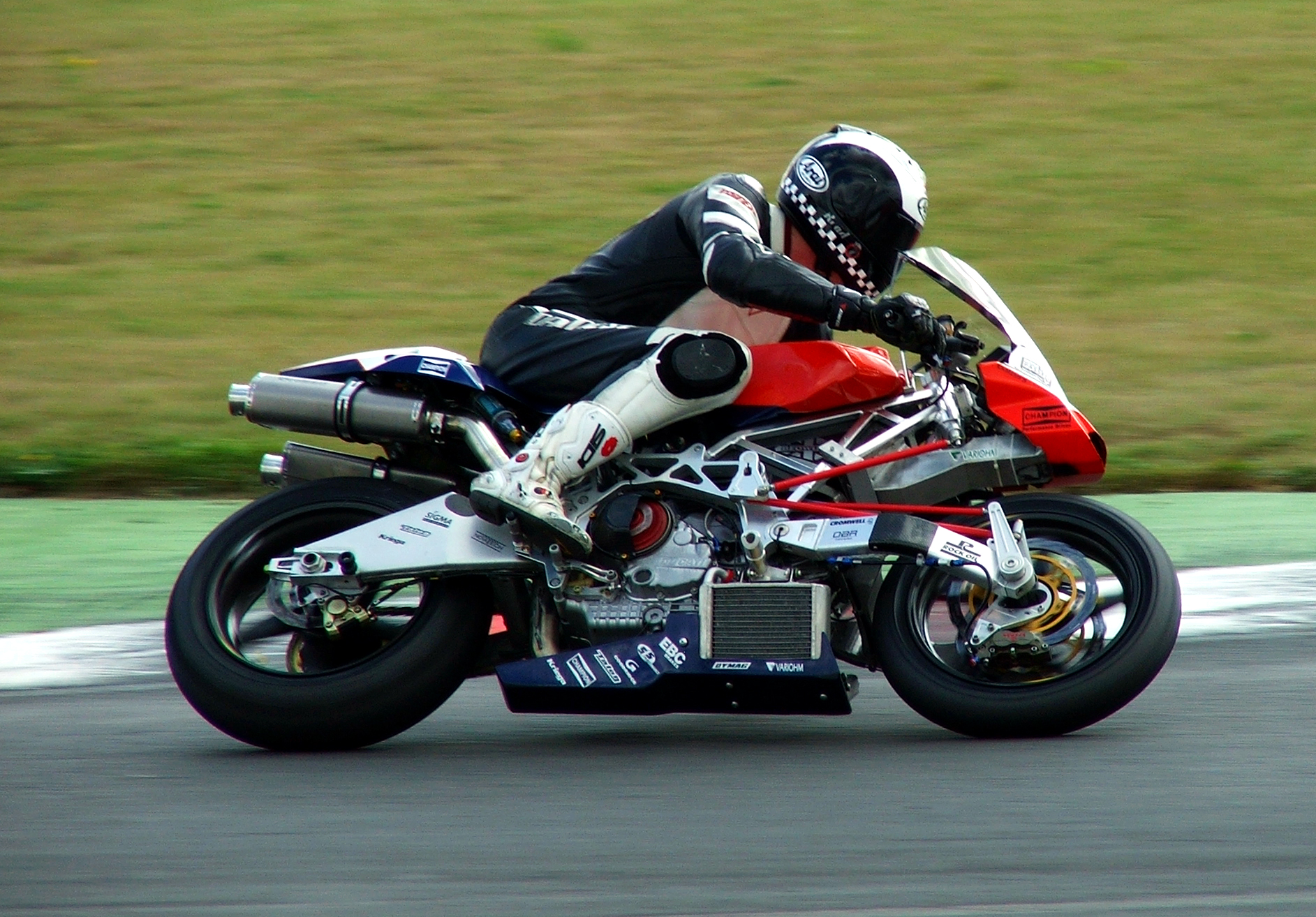
Phil Read au guidon de la Vyrus de l'équipe Alto Performance

C'est le pilote Phil Read Jr, fils du champion qui est chargé de faire briller la Vyrus RVC 2V08.
Le moteur est un bicylindre en V ouvert à 90°, 4 temps de 944 cm3. Il est amélioré pour donner 20 % de puissance supplémentaire par rapport à sa configuration standard, soit environ 100 chevaux. Les pistons sont remplacés par des pistons haute compression. Les deux radiateurs de refroidissement sont créés par Docking Engineering et migrent sous le moteur, à l'instar de la Vyrus 985 C³ 4V. Le silencieux d'échappement en titane est développé par Beowolf.
Comme les autres modèles de Vyrus, le cadre est de type oméga, couplé à deux bras oscillants en aluminium.
L'avant est équipé de deux disques de frein flottants de 300 mm provenant de chez EBC, pincés par des étriers Brembo à quatre pistons. Le liquide de frein circule via des durits tressées en kevlar Goodridge jusqu'aux étriers. Ils utilisent des raccords rapides Staubli pour faciliter les démontages de roues.
Les jantes à cinq branches sont en fibre de carbone et sont faites par Dymag.
L'habillage est également en fibre de carbone et conçu chez Slipstream Carbon. Il est recouvert d'une peinture bleue sur le garde-boue avant et la coque de selle. Le réservoir et le carénage tête de fourche sont orange. Ce dernier est surmonté d'une bulle double courbure Powerbronze.
Le réservoir a une capacité de 10 à 13 litres, suivant le circuit sur lequel se court la manche.
En 2009, l'équipe troque le moteur de ST2 contre un de ST3.
Pour 2013, le moteur est remplacé par un bloc de 1098 RS développant 190 à 210 ch. Les disques de frein avant passent à 320 mm de diamètre.
2008 :
| N°       | Pilote    | Course | Brands Hatch | Snetterton | Croix en Ternoix | Cadwell Park | Snetterton | Cadwell Park | Oulton Park | Snetterton | Brands Hatch |
| -------- | --------- | ------ | ------------ | ---------- | ---------------- | ------------ | ---------- | ------------ | ----------- | ---------- | ------------ |
|          | Phil Read | Samedi | 9 & 7        | 5 & 4      | Ab. & 3          | 3 & 2        | 5 & Ab.    | 1 & 2        | 1 & 2       | 3 & 2      | 4 & 4        |
| Dimanche | Phil Read | 12 & 8 | 4 & 5        | 2 & 1      | 3 & 2            | 5 & 2        | 3 & Ab.    |              | 3 & 3       | 4 & 4      |              |

2009 :
| N°       | Pilote    | Course | Brands Hatch | Cadwell Park | Snetterton | Oulton Park | Brands Hatch | Snetterton | Thruxton   | Lydden hill |
| -------- | --------- | ------ | ------------ | ------------ | ---------- | ----------- | ------------ | ---------- | ---------- | ----------- |
|          | Phil Read | Samedi | 4 & 4        | 1 & 1        | NQ & 2     | Ab. & Ab.   | 2 & 2        | 1 & 2      | 3 & 2      | 2 & 1       |
| Dimanche | Phil Read | 2 & 5  | 2 & 6        | 1 & 1        |            | 2 & 1       | 1 & Ab.      |            | Annulé & 1 |             |